# Alex O'Brien
Alex O'Brien (n. 7 de marzo de 1970 en Amarillo, Texas, Estados Unidos) es un exjugador de tenis estadounidense que alcanzó a ser N.º 1 del mundo en dobles.

## Torneos de Grand Slam

### Campeón Dobles (1)
| Año  | Torneo  | Pareja           | Oponentes en la final        | Resultado |
| 1999 | US Open | Sébastien Lareau | Mahesh Bhupathi Leander Paes | 7-6 6-4   |

### Finalista Dobles (2)
| Año  | Torneo               | Pareja           | Oponentes en la final          | Resultado       |
| 1996 | Abierto de Australia | Sébastien Lareau | Stefan Edberg Petr Korda       | 5-7 5-7 6-4 1-6 |
| 1997 | Abierto de Australia | Sébastien Lareau | Todd Woodbridge Mark Woodforde | 6-4 5-7 5-7 3-6 |

## Títulos (14; 1+13)

### Individuales (1)
| Leyenda                |
| Grand Slam (0)         |
| Tennis Masters Cup (0) |
| ATP Masters Series (0) |
| ATP Tour (1)           |

| N.º | Fecha                | Torneo    | Superficie | Oponente en la final | Resultado  |
| --- | -------------------- | --------- | ---------- | -------------------- | ---------- |
| 1.  | 18 de agosto de 1996 | New Haven | Dura       | Jan Siemerink        | 7-6(6) 6-4 |

### Dobles (13)
| Leyenda                |
| Grand Slam (1)         |
| Tennis Masters Cup (1) |
| ATP Masters Series (4) |
| ATP Tour (7)           |

| N.º | Fecha | Torneo                          | Superficie | Pareja           | Oponentes en la final            | Resultado     |
| --- | ----- | ------------------------------- | ---------- | ---------------- | -------------------------------- | ------------- |
| 1.  | 1994  | Cincinnati TMS                  | Dura       | Sandon Stolle    | Wayne Ferreira Mark Kratzmann    | 7-6, 3-6, 6-3 |
| 2.  | 1996  | Stuttgart Indoor TMS            | Dura (i)   | Sébastien Lareau | Jacco Eltingh Paul Haarhuis      | 6-4, 6-4      |
| 3.  | 1997  | Filadelfia                      | Dura (i)   | Sébastien Lareau | Ellis Ferreira Patrick Galbraith | 6-3, 6-3      |
| 4.  | 1997  | Los Ángeles                     | Dura       | Sébastien Lareau | Mahesh Bhupathi Rick Leach       | 7-6, 6-4      |
| 5.  | 1998  | Hong Kong                       | Dura       | Byron Black      | Neville Godwin Tuomas Ketola     | 7-5, 6-1      |
| 6.  | 1998  | Stuttgart Indoor TMS            | Dura (i)   | Sébastien Lareau | Mahesh Bhupathi Leander Paes     | 4-6, 6-3, 7-5 |
| 7.  | 1999  | Doha                            | Dura       | Jared Palmer     | Piet Norval Kevin Ullyett        | 6-3, 6-4      |
| 8.  | 1999  | Queen's Club                    | Césped     | Sébastien Lareau | Todd Woodbridge Mark Woodforde   | 6-3, 7-6      |
| 9.  | 1999  | US Open, Nueva York             | Dura       | Sébastien Lareau | Mahesh Bhupathi Leander Paes     | 7-6(7), 6-4   |
| 10. | 1999  | París TMS                       | Moqueta    | Sébastien Lareau | Paul Haarhuis Jared Palmer       | 6-1, 6-3      |
| 11. | 1999  | Doubles Championships, Hartford | Moqueta    | Sébastien Lareau | Mahesh Bhupathi Leander Paes     | 6-3, 6-2, 6-2 |
| 12. | 2000  | Indian Wells TMS                | Dura       | Jared Palmer     | Paul Haarhuis Sandon Stolle      | 6-4, 7-6(5)   |
| 13. | 2000  | Washington D. C.                | Dura       | Jared Palmer     | Andre Agassi Sargis Sargsian     | W/O           |

### Finalista en dobles (torneos destacados)
- 1995: US Open
- 1996: Abierto de Australia
- 1996: Hartford Doubles Championship (junto a Sébastien Lareau pierden ante Todd Woodbridge y Mark Woodforde)
- 1997: Abierto de Australia
- 1997: Masters de Roma (junto a Byron Black pierden ante Mark Knowles y Daniel Nestor)
- 1997: Masters de Montreal (junto a Sébastien Lareau pierden ante Mahesh Bhupathi y Leander Paes)
- 1998: Masters de Miami (junto a Jonathan Stark pierden ante Ellis Ferreira y Rick Leach)